# Que sera sera (serie televisiva)
Que sera sera (케 세라 세라?, Ke sera seraLR) è una serie televisiva sudcoreana trasmessa su MBC dal 17 marzo al 13 maggio 2007.

## Trama
Kang Tae-joo lavora da tre anni in una compagnia che pianifica eventi, ed è un dongiovanni che frequenta soltanto donne ricche. Un giorno, trova una strana ragazza, Han Eun-soo, che dorme fuori dalla porta di casa sua. Inizialmente Tae-joo la disprezza, ma pian piano si innamora di lei, tuttavia la lascia per migliori prospettive economiche: infatti Cha Hye-rin, figlia dell'amministratore delegato di una catena di negozi, decide di assumerlo come nuovo fidanzato per far ingelosire il suo fratello adottivo ed ex-ragazzo, Shin Joon-hyuk. Mentre Hye-rin si ritrova attratta veramente da Tae-joo, questi capisce di non poter dimenticare Eun-soo facilmente come le donne del suo passato, ma la ragazza cattura l'attenzione di Joon-hyuk, che inizia a corteggiarla.

## Personaggi
- Kang Tae-joo, interpretato da Eric Mun
- Han Eun-soo, interpretata da Jung Yu-mi e Kim So-hyun (da giovane)
- Shin Joon-hyuk, interpretato da Lee Kyu-han
- Cha Hye-rin, interpretata da Yoon Ji-hye
- Han Ji-soo, interpretata da Lee Eun-sung
- Ji Kyung-sook, interpretata da Geum Bo-ra
- Cha Hyun-min, interpretato da Song Jae-ho
- Yoon Jung-im, interpretata da Yoon Mi-ra
- Capo di Tae-joo, interpretato da Park Kwang-jung

## Colonna sonora
1. Que Sera Sera – Kim Sang-heon
2. We Are (우리는) – Lee Seung-yeol
3. Moonlight (월광) – W & Whale
4. Night Time – Alex (Clazziquai)
5. Bless You – Loveholic
6. Two Hands (두손을) – Loveholic
7. Special Person (특별한 사람) – My Aunt Mary
8. Beautiful One – Kim Sang Heon
9. Dazzling Day
10. Marilyn Monroe
11. Lemon
12. Lovers
13. Two Hands (inst.)
14. Marilyn Monroe (Norma Jean Remix)